# In the Morning (Razorlight)
In the Morning è un singolo del gruppo indie rock inglese Razorlight, pubblicato nel 2006.

## Il brano
Il brano è stato scritto da Johnny Borrell ed estratto dal secondo album in studio del gruppo, l'eponimo Razorlight.

## Tracce
- 7"

1. In the Morning
2. Get It and Go (live from Brixton)

- CD

1. In the Morning
2. Black Jeans